# Коротков, Никита Александрович
Никита Александрович Коротков (род. 20 июля 1996, Усть-Каменогорск) — российский хоккеист, нападающий хоккейного клуба "Металлург" (Магнитогорск)

## Биография
Воспитанник новосибирской «Сибири». В сезоне 2013/14 дебютировал в команде МХЛ «Сибирские снайперы». Бронзовый призёр чемпионата МХЛ (2016). В сезонах 2017/18 — 2018/19 играл за команду ВХЛ «Ермак» Ангарск. С сезона 2019/20 — игрок «Сибири» в КХЛ, провёл также один матч в ВХЛ за «Металлург» Новокузнецк (2019) и два — за «Южный Урал» Орск (2020).
31 мая 2025 года «Сибирь» объявила о завершении контракта с Коротковым.